# Championnat du Gabon de football 2005
Navigation
Saison précédente Saison suivante
La saison 2005 du Championnat du Gabon de football est la vingt-neuvième édition du championnat de première division gabonaise, le Championnat National. Il se déroule en deux phases distinctes :
- les quatorze équipes sont réparties en deux poules de sept où elles s;affrontent à deux reprises, à domicile et à l’extérieur. Les trois premiers se qualifient pour la phase finale tandis que le dernier est relégué en deuxième division.
- les six qualifiés pour la phase finale s’affrontent à nouveau deux fois pour déterminer le champion.

Cette édition est la seule de l’histoire du championnat à se dérouler sous cette forme.
C’est l'AS Mangasport, tenant du titre, qui est à nouveau sacré cette saison après avoir terminé en tête du classement, avec trois points d’avance sur l’US Bitam et dix sur le SOGEA FC. Il s’agit du quatrième titre de champion du Gabon de l’histoire du club, qui réussit le doublé en s’imposant en finale de la Coupe du Gabon face à SOGEA FC.

## Les clubs participants
| - FC 105 Libreville - AS Mangasport - Gabon Télécom FC - Missile FC - Promu de D2 - USM Libreville - SOGEA FC - TP Akwembé | - Cercle Mbéri Sportif - Wongosport - Stade d'Akébé - Jeunesse Sportive de Libreville - Munadji 76 - US Bitam - AS Stade Mandji - Promu de D2 |

## Compétition

### Phase de poules
| Rang | Équipe           | Pts | J  | G | N | P | Bp | Bc | Diff |
| ---- | ---------------- | --- | -- | - | - | - | -- | -- | ---- |
| 1    | Gabon Télécom FC | 26  | 12 | 8 | 2 | 2 | 24 | 10 | +14  |
| 2    | SOGEA FC         | 22  | 12 | 6 | 4 | 2 | 17 | 12 | +5   |
| 3    | Missile FCP      | 20  | 12 | 6 | 2 | 4 | 20 | 15 | +5   |
| 4    | AS Stade MandjiP | 15  | 12 | 4 | 3 | 5 | 10 | 12 | -2   |
| 5    | Stade d'Akébé    | 13  | 12 | 3 | 4 | 5 | 13 | 16 | -3   |
| 6    | Munadji 76       | 11  | 12 | 2 | 5 | 5 | 9  | 17 | -8   |
| 7    | TP Akwembé       | 7   | 12 | 1 | 4 | 7 | 9  | 20 | -11  |

| Rang | Équipe                          | Pts | J  | G | N | P | Bp | Bc | Diff |
| ---- | ------------------------------- | --- | -- | - | - | - | -- | -- | ---- |
| 1    | US Bitam                        | 27  | 12 | 8 | 3 | 1 | 17 | 8  | +9   |
| 2    | FC 105 Libreville               | 21  | 12 | 6 | 3 | 3 | 16 | 10 | +6   |
| 3    | AS MangasportT                  | 18  | 12 | 5 | 3 | 4 | 16 | 14 | +2   |
| 4    | Cercle Mbéri Sportif            | 17  | 12 | 5 | 2 | 5 | 16 | 10 | +6   |
| 5    | Jeunesse Sportive de Libreville | 12  | 12 | 3 | 3 | 6 | 6  | 12 | -6   |
| 6    | Wongosport                      | 11  | 12 | 3 | 2 | 7 | 8  | 16 | -8   |
| 7    | USM Libreville                  | 11  | 12 | 3 | 2 | 7 | 10 | 19 | -9   |

### Phase finale
| Rang | Équipe             | Pts | J  | G | N | P | Bp | Bc | Diff |
| ---- | ------------------ | --- | -- | - | - | - | -- | -- | ---- |
| 1    | AS Mangasport'T'C  | 23  | 10 | 7 | 2 | 1 | 16 | 6  | +10  |
| 2    | US Bitam           | 20  | 10 | 6 | 2 | 2 | 12 | 10 | +2   |
| 3    | SOGEA FC           | 13  | 9  | 4 | 1 | 4 | 11 | 9  | +2   |
| 4    | Gabon Télécom FC   | 9   | 8  | 2 | 3 | 3 | 9  | 10 | -1   |
| 5    | FC 105 LibrevilleC | 8   | 9  | 2 | 2 | 5 | 8  | 11 | -3   |
| 6    | Missile FCP        | 4   | 10 | 0 | 4 | 6 | 5  | 15 | -10  |

|  | Qualification pour la Ligue des champions de la CAF 2006               |
|  | Qualification pour la Coupe de la confédération 2006                   |
|  | Qualification pour la Coupe UNIFFAC des clubs 2006                     |
|  | T : Tenant du titre C : Vainqueur de la Coupe du Gabon P : Promu de D2 |

## Bilan de la saison
| Championnat du Gabon de football 2005                             |                          |
| Champion                                                          | AS Mangasport (4e titre) |
| Coupes et trophées                                                |                          |
| Vainqueur de la Coupe du Gabon 2005                               | AS Mangasport            |
| Qualifications continentales                                      |                          |
| Ligue des champions de la CAF 2006                                | AS Mangasport            |
| Coupe de la confédération 2006                                    | SOGEA FC                 |
| Coupe UNIFFAC des clubs 2006                                      | US Bitam                 |
| Promotions et relégations                                         |                          |
| Promus en Championnat National                                    | Franceville FC           |
| Promus en Championnat National                                    | US Oyem                  |
| Relégués en Championnat du Gabon de football de deuxième division | TP Akwembé               |
| Relégués en Championnat du Gabon de football de deuxième division | USM Libreville           |